# Celonites abbreviatus
Celonites abbreviatus är en stekelart som först beskrevs av Charles Joseph de Villers 1789.  Celonites abbreviatus ingår i släktet Celonites och familjen Masaridae. Utöver nominatformen finns också underarten C. a. tauricus.